# Disclaimer (sèrie de televisió)
Disclaimer és una minisèrie de thriller psicològic escrita i dirigida per Alfonso Cuarón, basada en la novel·la homònima del 2015 de Renée Knight. És protagonitzada per Cate Blanchett com una documentalista que es veu obligada a enfrontar-se al seu passat. El repartiment de suport inclou Kevin Kline, Sacha Baron Cohen, Kodi Smit-McPhee, Louis Partridge, Leila George i Lesley Manville.
La sèrie va debutar a la 81a Mostra Internacional de Cinema de Venècia abans d'estrenar-se a Apple TV+ l'11 d'octubre de 2024, amb els seus dos primers episodis. Ha obtingut crítiques majoritàriament positives de la crítica.

## Premissa
Una famosa periodista documental descobreix que és un personatge destacat en una novel·la que revela un secret que ha intentat amagar. La història es revela de manera no lineal amb les accions principals que ocorren primer quan Nicholas té quatre anys (l¡aventura secreta de la jove Catherine amb Jonathan a Itàlia i la mort posterior de Jonathan) i, en segon lloc, vint anys després (la veritat emergeix, les conseqüències).

## Repartiment

### Principal
- Cate Blanchett com a Catherine Ravenscroft, una periodista i documentalista premiada.[4][5][6]
  - Leila George com a jove Catherine Ravenscroft
- Kevin Kline com Stephen Brigstocke, un professor d'escola privada jubilat que guarda rancúnia contra Catherine.[4]
- Sacha Baron Cohen com a Robert Ravenscroft, el marit de Catherine, que dirigeix una organització corrupta sense ànim de lucre.[7]
  - Adam El Hagar com el jove Robert Ravenscroft
- Lesley Manville com Nancy Brigstocke, la difunta esposa de Stephen.[8]
- Louis Partridge com a Jonathan Brigstocke, el fill mort de Stephen i Nancy.
- Indira Varma com a Narradora
- Kodi Smit-McPhee com a Nicholas Ravenscroft, el fill sense rumb i drogat de Catherine i Robert.

### Convidat
- Art Malik com a Justin, l'editor i antic company de Stephen
- Liv Hill com a Sasha, la xicota de Jonathan
- Christiane Amanpour com a ella mateixa
- HoYeon Jung com a Jisoo Kim, l'assistent de Catherine
- Michael Spicer com a Simon, el col·lega de Catherine
- Gemma Jones com a Helen, la mare de Catherine que pateix demència
- Youssef Kerkour com a Richard Perkins